# Matumbi (P.10) jezici
Matumbi (P.10) jezici, skupina od (7) nigersko-kongoanskih jezika koji pripadaju u centralne bantu jezika u zoni P u Tanzaniji. Predstavnici su:
- matumbi [mgw], 72.000 (1978 MARC).
- mbunga [mgy], 29.000 (1987).
- ndendeule [dne], 100.000 (2000 Deo Ngonyani).
- ndengereko [ndg], 110.000 (2000).
- ngindo [nnq], 220.000 (1987).
- nindi [nxi], 	100.
- rufiji [rui], 200.000 (1987)..

## Vanjske poveznice
- Ethnologue (14th)
- Ethnologue (15th)